# Kazimierz Sabbat
Kazimierz Aleksander Sabbat (27. února 1913 Bieliny Kapitulne – 19. července 1989 Londýn) byl polský aktivista, v letech 1976–1986 předseda polské exilové vlády a v letech 1986–1989 exilový prezident Polska.

## Životopis
Narodil se ve vesnici Bieliny Kapitulne. Byl synem varhaníka Ignacyho a Francizsky. V roce 1932 složil maturitní zkoušku na gymnáziu v Mielci. V roce 1939 vystudoval práva na Varšavské univerzitě. Za druhé Polské republiky a v exilu působil jako harcer. Po krátké službě u námořnictva byl poslán do brigády generála Stanisława Maczka, s níž se dostal do Spojeného království. Během služby byl zraněn. Na konci války pracoval jako jako referent pro mládež.
V roce 1948 odešel do zálohy a založil vlastní společnost na výrobu plastových výrobků. V letech 1976–1986 byl předsedou polské exilové vlády. Dne 9. ledna 1986 mu prezident Edward Raczyński udělil Řád znovuzrozeného Polska. Dne 8. dubna 1986 se ujal funkce exilového prezidenta Polska a z titulu své funkce byl vyznamenán Řádem bílé orlice. V roce 1988 navštívil spolu s manželkou Spojené státy a Austrálii. U příležitosti 45. výročí bitvy o Monte Cassino byl 19. května 1989 spolu s rodinou přijat na soukromé audienci papežem Janem Pavlem II.
Dne 19. července 1989 kolem 19. hodiny odešel ze své kanceláře do svého domu; cestou na stanici metra Sloane Square v 19:20 hodin zkolaboval a byl převezen do nemocnice, kde byl prohlášen za mrtvého. Příčinou smrti byl infarkt myokardu. Jeho nástupcem se stal Ryszard Kaczorowski – do té doby ministr pro národní záležitosti ve vládě Edwarda Szczepanika. Stalo se tak na základě dekretu o nástupnictví před uzavřením míru.

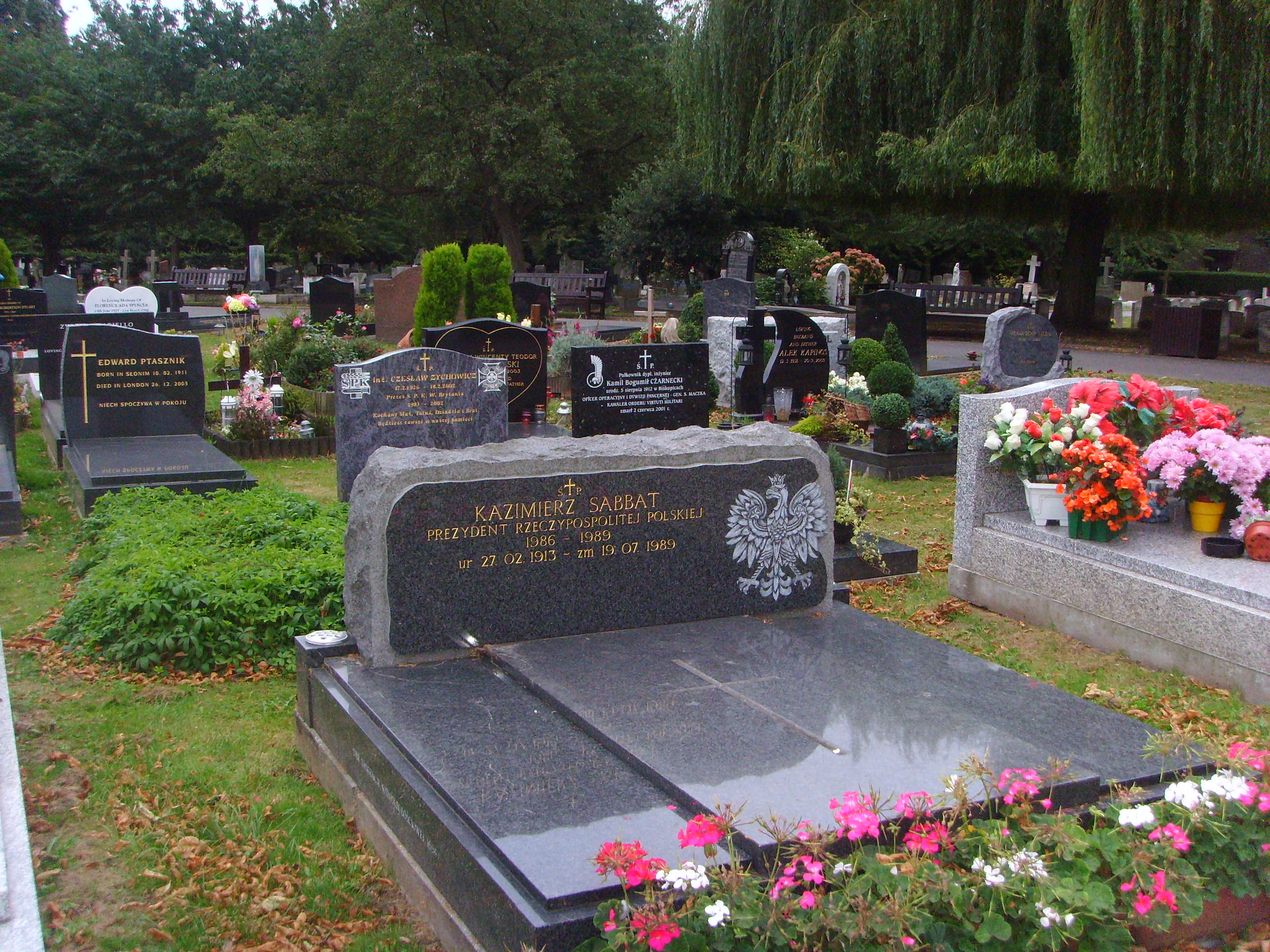
Hrob Kazimierze Sabbata v Londýně (2009)

Pohřební obřad se konal 27. července 1989 ve Westminsterské katedrále, kde byla rakev s prezidentovým tělem vystavena v kapli Panny Marie. Následujícího dne byl po mši, které předsedal biskup Szczepan Wesoły, pohřben na hřbitově Gunnersbury v Londýně. Na tomto místě byla později pohřbena i jeho manželka Anna Sabbat (1924–2015, rozená Sulik), která se stala jeho manželkou v roce 1949 a s níž měl tři dcery a syna.